# Галванометар
Галванометар је нарочита врста амперметра, погодна за детекцију врло слабих струја. Посебна особина галванометра је и могућност дефлекције казаљке или игле у два смјера, зависно од смјера струје.
Често се користио за детекцију стања равнотеже код посебних мјерних мостова у електротехници, као на примјер код Витстоновог моста за одређивање непознатог отпора. Уз то је кориштен за разна истраживања у раном периоду електротехнике.
Добио је име по знаменитом истраживачу Луиђију Галванију, мада га је направио Јохан Швајгер око 1820.

## Галерија
- Siemens & Halske
- Siemens & Halske